# Dent Parrachée
De Dent Parrachée is een 3697 meter hoge berg in het Franse departement Savoie. De berg behoort tot de Vanoise, deel van de Grajische Alpen.